# Akanishi Jin
Akanishi Jin (赤西 仁 Akanishi Jin, Xích Tây Nhân) từng là một trong 2 giọng ca chính của KAT-TUN cùng với Kamenashi Kazuya. Jin có thể chơi tốt guitar, anh cũng viết lời bài hát cũng như sáng tác các bài hát solo cũng như các bài hát cho nhóm của mình. Jin cũng từng tham gia diễn xuất trong nhiều phim truyền hình và mới nhất là bộ phim điện ảnh "Bandage".

## Tiểu sử và bên lề
•	Sau khi nhìn thấy Nishikido Ryo (khi đó là Johnny Jr) hát trên 1 chương trình trên TV, Jin nghĩ rằng mình cũng muốn được như vậy. Do đó, Jin đã gửi đơn của mình và đi đến kỳ thi nhảy vào ngày 8 tháng 11 năm 1998. Jin đã không qua được kỳ thi này, nhưng sau khi kỳ thi kết thúc, Jin đi trả lại bảng số của mình cho 1 người, hoá ra lại là Johnny Kitagawa, và Johnny nói Jin hãy ở lại.
•	Jin có 1 em trai tên là Reio. Hiện cũng tham gia vào làng giải trí trong nhóm nhạc D-Boys cùng người bạn thân của Jin là Shirota Yuu
•	Khi còn đi học, theo một lá thư của 1 người bạn gái cùng lớp, hình của Jin được đăng trên mục "Cool Classmates" trên tạp chí thần tượng Myojo.
•	Jin rất giỏi bóng đá. Khi còn học trung học, Jin đã chơi cho dội của quận Toudou. Thậm chí, Jin còn ghi cả kỷ lục tâng bóng 883 lần.
•	Jin có hai con chó Pomeranian (Ten và Maru) và một con chó xù lông đen (Pin). Pin là con chó Jin nhận nuôi sau khi thấy hình nó trên chương trình "Shiodome Style". Jin nhận nuôi Pin cùng ngày với ngày Kamenashi Kazuya nhận nuôi con chó yêu quý của mình là Ran-chan.
•	Jin là bạn tốt với Yamashita Tomohisa, Shirota Yuu (D-boys) và Nishikido Ryo(NEWS, Kanjani8).
•	Trong chương trình Ousama no Buranchi, người bạn cùng nhóm của Jin là Nakamaru đã nói: "Trong cuộc sống thực, Akanishi là người ngoan cố nhất KAT-TUN". Và sau đó, trên trang web của Nakamaru trên Johnny web, Nakamaru cũng viết rằng " Cậu ấy (Akanishi) là người luôn không ngừng tạo ra những hình tượng mới trong KAT-TUN (những việc liên quan đến concert hoặc trang phục biểu diễn)
•	Khi xuất hiện trên TV hoặc tạp chí, Jin thường được nhìn thấy đeo những phụ kiện như vòng cổ, khuyên tai của nhãn hiệu "Janji", được thiết kế bởi người anh trai của bạn Jin, Shirota Yuu.
•	Jin thường nghe những nhóm nhạc hard rock phương tây như The Darkness or Buckcherry. Bên cạnh đó, Jin cũng thích nghe các nhóm nhạc Nhật như B'z, Kobukuro, và EXILE. Anh cũng đã thú nhận rằng rất thích bài Special Happiness do 2 thành viên trong nhóm là Kamenashi Kazuya và Taguchi Junnosuke trình bày, đến mức có khoảng thời gian, anh nghe mỗi tối trước khi ngủ.
•	Jin có thể chơi tốt đàn Ghita, có thể viết nhạc và lời cho bài hát của nhóm cũng như bài hát cá nhân.
•	Jin sở hữu 1 giọng hát có âm vực cao.
•	Jin luôn có mặt trong top của các cuộc bình chọn online cũng như các cuộc bình chọn của báo chí với chuyên đề:" Người mà bạn muốn là bạn trai, người yêu" ....Jin là hình mẫu được các cô gái trẻ Nhật Bản mơ ước.

## Hoạt động
•	Sau khi nhìn thấy Nishikido Ryo (khi đó là Johnny Jr) hát trên 1 chương trình trên TV, Jin nghĩ rằng mình cũng muốn được như vậy. Do đó, Jin đã gửi đơn của mình và đi đến kỳ thi nhảy vào ngày 8 tháng 11 năm 1998. Jin đã không qua được kỳ thi này, nhưng sau khi kỳ thi kết thúc, Jin đi trả lại bảng số của mình cho 1 người, hoá ra lại là Johnny Kitagawa, và Johnny nói Jin được ở lại.
•	Là 1 Johnny Junior, từ năm 2000, Jin đã ở trong rất nhiều nhóm khác nhau như: "Beautiful American Dreams" (B.A.D), "Musical Academy Dancing" (M.A.D)(cùng với thành viên cùng nhóm KAT-TUN là Taguchi Junnosuke). Jin cũng được chọn làm catcher trong đội bóng chày từ thiện J2000.
•	Năm 2001, Jin được chọn là thành viên của KAT-TUN, một nhóm nhạc được thành lập làm nhóm nhảy phụ cho Domoto Koichi trong "Pop Jam".
•	Năm 2005 Jin cùng Kamenashi Kazuya đã tham gia vào dàn diễn viên chính của bộ phim truyền hình nổi tiếng Gokusen 2. Và đóng bộ phim Anego
•	Vào ngày 22 tháng 3 năm 2006, cuối cùng Jin đã chính thức được ra mắt cùng với các thành viên khác của KAT-TUN, khi phát hành đĩa đơn debut "Realface".
•	Ngày 12 tháng 10 năm 2006, Jin đã tạm ngừng sự nghiệp của mình để bay đến Los Angeles học tiếng Anh. Jin trở lại Nhật sau nửa năm, vào ngày 19 tháng 4 năm 2007. Vào ngày 20 tháng 4 năm 2007, cùng với các thành viên khác của KAT-TUN, Jin tổ chức buổi họp báo ở khách sạn Tonaibou để công bố sự trở lại của mình với làng giải trí]].
•	Tháng 10,2007, Jin có vai diễn chính đầu tiên trong bộ phim "Yuukan club" (Với thành viên cùng nhóm Taguchi Junnosuke). Sau đó, Jin đã được nhận giải Diễn viên chính xuất sắc nhất trong lễ trao giải Nikkan Sports Drama Grand Prix lần thứ 13.
•	Năm 2008 Jin đã đóng vai chính trong bộ phim Bandage, phim dự kiến được phát hành vào năm 2010  Năm 2008 Jin còn lồng tiếng cho phiên bản Nhật của bộ phim Speed Racer (2008)

## Phim truyền hình
• P.P.O.I. vai Kimura Hisashi (NTV, 1999)
• Kowai Nichiyobi (NTV, 1999)
• Best Friend vai Shibuya Ryota (TV Asahi, 1999)
• Taiyo wa Shizumanai (Fuji TV, 2000, tập 6)
• Haregi, Koko Ichiban (晴れ着、ここ一番) (NHK, 2000)
• Omae no Yukichi ga Naiteiru (TV Asahi, 2001)
• Xmas Nante Daikirai vai Kitagawa Sho vai Kitagawa Sho (NTV, 2004)
• Gokusen 2 vai Yabuki Hayato (NTV, 2005)
• Anego vai Kurosawa Akihiko (NTV, 2005)
• Yukan Club vai Shochikubai Miroku (NTV, 2007)

## Nhạc kịch
2000 MILLENNIUM SHOCK
• Nov 2000, Tokyo Empire Theatre - diễn viên phụ
2001-2002 SHOW geki SHOCK
• Dec 2001 – Jan 2002, Tokyo Empire Theatre - diễn viên phụ
2002 SHOW geki SHOCK
• June 2002, Tokyo Empire Theatre - diễn viên phụ
2002 những chương trình khác 
• Aug 2002 Cameo appearance
2003 SHOCK ~is Real Shock~
• Jan-Feb 2003, Tokyo Empire Theatre - khách mời
2004 DREAM BOY
• Jan 8 – 31 & Apr 30 – May 7, Tokyo Empire Theatre
• May 8 – 23, Osaka Umeda Art Theater - diễn viên phụ
2005 Hey! Say! Dream Boy
• Apr 27 - May 15, Osaka Umeda Art Theater - khách mời
2006 Dream Boys
• Jan 3 – 29, Tokyo Empire Theatre - diễn viên phụ

## Quảng cáo
• FT SHISEIDO
o "Sea Breeze" (2001)
• LOTTE
o "Gum" (2001)
• Nintendo
o "Dance Dance Revolution with Mario" (Jul 2005)
• Otsuka Pharmaceutical Co.
o "Oronamin C" (Jul 2007)
• ROHTO Pharmaceutical Co.
o "OXY" (Mar 2006 – present)
• NTT DoCoMo
o FOMA920i "Ramen ver." (2005)
o FOMA020i "Osaifu keitai ver." (2006)
o FOMAnew9 "Ugokidasu reji ver." (2006)
o FOMA903i "Music ver." (2006)

## Chương trình phát thanh (Radio)
• KAT-TUN Style (Oct 1, 2007 – đến nay; Nippon Broadcasting System)
• The 33rd Nippon Broadcasting radio charity music-thon (Dec 24-25, 2007; Nippon Broadcasting System)

## Lồng tiếng
Speed Racer (2008)

## Đĩa đơn, Album, DVD
Mọi hoạt động cùng với KAT-TUN bạn có thể xem tại phần tương ứng của nhóm KAT-TUN

## Bài hát cá nhân
• Hesitate
• Care
• Kimi wo omou toki
• Ha-ha
• Murasaki
• Pinky
• LOVEJUICE (phát hành trong album thứ ba của KAT-TUN "KAT-TUN III -QUEEN OF PIRATES-")

## Giải thưởng
• 11th Nikkan Sports Drama Grand Prix (Phim Mùa thu 2007): Diễn viên chính xuất sắc nhất với phim Yukan Club

## Chú giải
1. ↑  Oricon: high school girls want to date Shun Oguri, Tokyograph, Oricon; retrieved on ngày 31 tháng 7 năm 2008.
2. ↑  Oricon: sexy men, Tokyograph, Oricon; retrieved on ngày 31 tháng 7 năm 2008.
3. ↑  Oricon: who do you want as your lover?, Tokyograph, Oricon; retrieved on ngày 31 tháng 7 năm 2008.
4. ↑  Akanishi back in Japan Lưu trữ ngày 22 tháng 2 năm 2012 tại Wayback Machine, Tokyograph, Sports Hochi; retrieved on ngày 1 tháng 8 năm 2008.
5. ↑  KAT-TUN's singer Jin Akanishi to make film debu[liên kết hỏng]
6. ↑  Jin Akanishi becomes Speed Racer, Tokyograph, Sankei Sports; retrieved on ngày 1 tháng 8 năm 2008.